# حاجي هاوار كندي (قشلاق الشرقي)
حاجي هاوار کندي (بالإنجليزية: Hajji Havar Kandi)‏ هي قرية تقع في إيران في أردبيل. يقدر عدد سكانها بـ 57 نسمة .